# Information Research Department
Pour les articles homonymes, voir IRD (homonymie).
L’Information Research Department (IRD), fondé en 1948, dissous en 1977, était une section du Foreign Office (le ministère des Affaires étrangères britannique). Ce « Département de recherche de renseignements » a été créé clandestinement pour contrer la propagande et l'infiltration soviétiques en Occident.

## Activités
L'IRD était le ministère secret de la guerre froide au Royaume-Uni, chargé de combattre l'influence communiste et de défendre activement les idées anti-communistes. Son objectif était de « mettre en avant une idéologie qui rivalise avec le communisme », ce qui consistait à attaquer l’Union soviétique en faisant l'analogie entre régime nazi et  régime communiste, tout en vantant les mérites du libéralisme. Pour cela, « l’IRD élabora des rapports "factuels" sur toute sorte de sujets afin de les distribuer parmi les membres de l’intelligentsia britannique, dont il était alors attendu qu’ils recyclent les faits dans leurs propres travaux ». Ces rapports, concernant l'Union soviétique, la république populaire de Chine et les autres pays communistes, étaient disséminés à travers un large éventail de canaux, comme la presse ou la radio, mais sans que leur source soit révélée.
Cette campagne de propagande anticommuniste était secrètement financée et ne s’affichait pas comme telle auprès du public. Arthur Koestler, écrivain britannique d’origine hongroise, a été l’un des plus importants agents et conseillers de l’IRD lors de sa mise en place. Ces efforts ont permis l’établissement d’un nouveau consensus sur l’opportunité de la guerre froide, ainsi que l’isolement des défenseurs du communisme. L’activité de propagande s’accompagnait d’une purge des communistes au sein des syndicats, du Parti travailliste et de l’appareil d’État. 
John Rennie, qui ultérieurement a été à la tête du Secret Intelligence Service (SIS), plus connu sous le nom de MI6, a dirigé le Département de 1953 à 1958. L'IRD aurait été dissous en 1977 par le gouvernement travailliste et par le ministre des Affaires étrangères David Owen, désormais favorables au rapprochement avec l'URSS.
Le dernier dirigeant de l'IRD a été Raymond William Whitney, qui est devenu plus tard élu au Parlement d'Angleterre pour le Parti conservateur et secrétaire d'État.